# Vila Čapek
Vila Čapek se nachází v Křížíkově ulici 1336/11 ve vilové čtvrti Westend v Karlových Varech. Dnes je součástí lázeňské léčebny Mánes.

## Historie
Vila byla postavena v nově rozparcelovaném místě na západním okraji města za výletní restaurací Malé Versailles v ulici Lorda Findlatera (dnes Křižíkově). Bylo to v době, kdy byly stavěny první vily v této lokalitě – Schmidt, Mimosa a Hess. 
Po roce 1948 byla vila zestátněna. Od roku 1991 zde byla umístěna část dětské a dorostové léčebny, jediné svého druhu v České republice. Léčebna zahrnovala i sousední vily, dnešní Mánes I, Mánes II, Eden I, Eden II a vilu Mimosa.
V současnosti (březen 2021) je budova čp. 1336 evidována jako objekt občanské vybavenosti ve vlastnictví České republiky, příslušnost hospodařit s majetkem státu má od 1. ledna 2021 příspěvková organizace Léčebné lázně Lázně Kynžvart.

## Popis

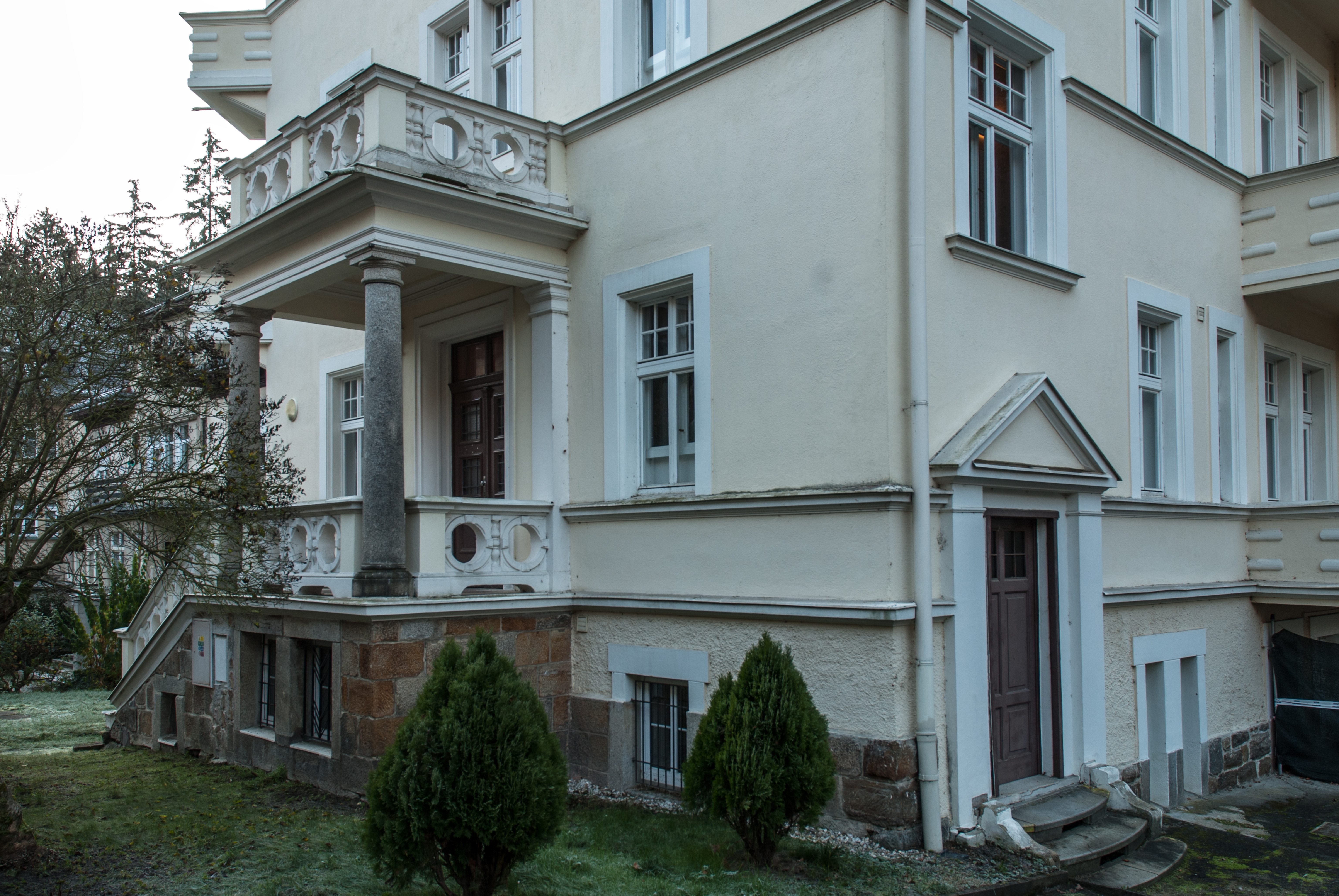
Vila Čapek, část severozápadního nároží, listopad 2020

Vila se nachází ve čtvrti Westend v Křižíkově ulici 1336/11 na samém okraji karlovarských lázeňských lesů. Jedná se o dvoupatrovou vilu se zvýšeným přízemím a obytným podkrovím. V budově je k dispozici 28 lázeňských lůžek, je zde umístěna ordinace lékaře, masérna a wellness centrum. Budova je, stejně jako vila Mánes II, propojena koridorem s hlavní budovou Mánes I.